# Richard Rockrohr
Richard Rockrohr (* 25. April 1901 in Oechlitz, Landkreis Querfurt; † 25. August 1979 in Hannover) war ein deutscher Politiker (BHE, LP) und Mitglied des Niedersächsischen Landtages.
Nach dem Besuch der Volksschule in Krumpa arbeitete Rockrohr bis 1934 in der dortigen Braunkohlenindustrie und in chemischen Betrieben. Von 1934 bis 1941 war er in der Deutschen Arbeitsfront hauptberuflicher Mitarbeiter tätig. Danach diente er im Zweiten Weltkrieg als Soldat im Deutsch-Sowjetischen Krieg. Nach Ende des Krieges arbeitete er zunächst als Kraftfahrer, flüchtete im Jahr 1949 aus der Sowjetischen Besatzungszone. Durch Einteilung in das Uelzener Auffanglagers fand er schließlich Aufnahme in Niedersachsen.
Vom 6. Mai 1951 bis 5. Mai 1955 war er Mitglied des Niedersächsischen Landtages (2. Wahlperiode), dabei vom 16. März 1953 als Mitglied der GB/BHE-Fraktion, ab 26. Februar 1955 für die Landwirte-Partei.